# Melanagromyza shewelli
Melanagromyza shewelli är en tvåvingeart som beskrevs av Spencer 1969. Melanagromyza shewelli ingår i släktet Melanagromyza och familjen minerarflugor. Inga underarter finns listade i Catalogue of Life.